# Lion (gruppo musicale)
I Lion sono stati una band heavy metal formata a Los Angeles da Kal Swan. Dopo essere stato affiancato dal batterista Mark Edwards, Kal Swan completa la formazione con l'ausilio del bassista Jerry Best e del talentuoso chitarrista Doug Aldrich, arrivato successivamente alla celebrità per aver suonato con Hurricane, Dio e soprattutto con gli Whitesnake. La band propone una forma di hair metal tipicamente americana, fatta di melodie orecchiabili, potenza e grande perizia tecnica.

## Storia
A seguito dello scioglimento della band londinese Tytan con cui aveva appena pubblicato il debutto, il cantante Kal Swan si ricollocò a Los Angeles per fondare nel 1983 una nuova band dal nome di Lyon con l'ex-batterista degli Steeler, Mark Edwards, il bassista Alex Campbell e l'ex chitarrista dei Lone Star, Tony Smith. Non molto tempo dopo, la band decise di ribattezzarsi Lion, perdendo Smith e Campbell che vennero sostituiti rispettivamente da Doug Aldrich e Jerry Best. Best e Aldrich si erano conosciuti alle scuole superiori a Philadelphia ed avevano suonato già assieme in una band chiamata Mansfield dall'età di 15 anni, assieme al fratello di Best alla batteria, ed un cantante non identificato. La band realizzò due singoli prima di spostarsi a Los Angeles e sciogliersi. I due poi incontrarono Kal Swan e Mark Edwards nel 1985.
La prima produzione dei Lion fu il mini album Power Love nel 1986, che ebbe un buon successo in Giappone. Le tracce vennero prodotte dagli stessi Lion, in aggiunta a Duane Baron, Ronnie Montrose e Will Reid Dick, e raccoglieva sei brani. Aldrich e Best suonarono solo in tre delle sei tracce, mentre le altre risalivano a periodi precedenti. La moglie di Kal Swan, Victoria Cross (Vicki Seeger), partecipò ai cori di qualche traccia, mentre l'ex collega nei Tytan, Kev "Skidz" Riddles, suonò le tastiere nel brano "Stranger in the City". Durante questo periodo inoltre Swan partecipò come ospite al disco Masque del chitarrista giapponese Kuni (1986).
I Lion trovarono in seguito un accordo con la major statunitense Scotti Brothers Records. Dopo aver pubblicato un infruttuoso album intitolato Dangerous Attraction, vennero scaricati dall'etichetta, e firmarono per una label indipendente, la Grand Slamm Records. Con questa pubblicarono il terzo album Trouble in Angel City, distribuito in Europa dalla Music for Nations. L'album conteneva la reinterpretazione degli Slade "Lock Up Your Daughters". Il disco conteneva inoltre delle versioni ri-registrate di alcuni brani del debutto Power Love. Questo perché la band aveva firmato con la Scotti Brothers per un altro album, ma volendo abbandonare al più presto la label, scelsero di ri-reigstrare il vecchio materiale ed aggiungere altri nuovi brani. Questo stratagemma gli permise di conservare il nuovo materiale per un altro eventuale album, proposto quando trovarono un accordo altrove. Parallelamente, Edwards apparve negli album Thundersteel dei Riot e Blaze of Glory dei Burning Starr.
I Lion contribuirono anche alla colonna sonora di tre film: Transformers (con un ri-arrangiamento di alcuni brani scritti da Ford Kinder e Anne Bryant), Il replicante e Friday The 13th: The Final Chapter. I Lion si sciolsero nel 1989, dopo che Edwards rimase vittima di un terribile incidente motociclistico che gli provocò la rottura del collo, e che gli creò diversi problemi per lungo tempo.

### Dopo lo scioglimento
Aldrich entrò per un periodo negli Hurricane sostituendo Robert Sarzo (fratello di Rudy Sarzo dei Quiet Riot) registrando il disco Slave to the Thrill (1990). Successivamente partecipò al disco Sahara degli House of Lords. Aldrich suonò anche con i Brunette in occasione di un loro tour in Texas, ma intraprese in seguito vari altri progetti. Aldrich e Swan si rincontrarono ancora una volta formando i Bad Moon Rising, band formata assieme agli ex membri degli Hericane Alice, Ian Mayo e Jackie Ramos. Jerry Best, dopo aver militato provvisoriamente nei Dirty Looks per un periodo, entrò nella band dell'ex cantante dei White Lion, Mike Tramp chiamata Freak of Nature. Dopo questo periodo che terminò nel 1995 con alle spalle due album, il bassista raggiunse i Dio, ma partecipò anche al primo album solista di Mike Tramp. Dopo il ricovero dall'incidente, Mark Edwards intraprese l'attività di broker a Dallas. Il bassista Alex Campbell raggiunse gli Hellion registrando il disco Screams in the Night (1987). Aldrich pubblicò il primo album solista chiamato Highcentered nel 1994. Nel gennaio 2002 Aldrich raggiunse i Dio prima di collaborare con gli Whitesnake. Nel tardo 2003 l'ex bassista Jerry Best registrò e contribuì nel song-writing all'album di Courtney Love America's Sweetheart (2004). Aldrich ha continuato a militare nella formazione degli Whitesnake con cui ha inciso i dischi Good to Be Bad (2008) e Forevermore (2011).

## Formazione

### Ultima
- Kal Swan - voce (1983-89)
- Doug Aldrich - chitarra (1985-89)
- Jerry Best - basso (1985-89)
- Mark Edwards - batteria (1983-89)

### Ex componenti
- Alex Campbell - basso (1983-85)
- Tony Smith - chitarra (1983-85)

## Discografia
- 1986 - Power Love
- 1987 - Dangerous Attraction
- 1989 - Trouble in Angel City